# 卡薩科羅拉達 (新墨西哥州)
卡薩科羅拉達（英語：Casa Colorada）是位於美國新墨西哥州巴倫西亞縣的普查規定居民點。

## 人口
根據2020年美國人口普查的數據，卡薩科羅拉達的面積為14.31平方千米，當中陸地面積為14.29平方千米，而水域面積為0.02平方千米。當地共有人口279人，而人口密度為每平方千米19.5人。